# Lenny
Lenny ist ein männlicher Vorname.

## Herkunft und Bedeutung
Lenny ist eine Kurzform des Vornamens Leonhard, Lennart und Lenn. Er wird aber auch manchmal nur als Vorname benutzt, sprich er steht nicht immer für die Abkürzung Leonhard. Der Name Lenny kommt aus dem Englisch/Amerikanischen.

## Namensträger

### Vorname
- Lenny Bruce (1925–1966), US-amerikanischer Komiker und Satiriker
- Lenny Dee (* 20. Jh.), US-amerikanischer Hardcore-Techno-Produzent und -DJ
- Lenny Henry (* 1958), britischer Komiker, Schauspieler und Moderator
- Lenny Kravitz, eigentlich Leonard Albert Kravitz (* 1964), US-amerikanischer Musiker und Musikproduzent
- Lenny Moore, eigentlich Leonard Edward Moore (* 1933), US-amerikanischer American-Football-Spieler
- Lenny Pintor (* 2000), französischer Fußballspieler
- Lenny Platt (* 1984), US-amerikanischer Schauspieler
- Lenny Rubin (* 1996), Schweizer Handballspieler
- Lenny Von Dohlen (1958–2022), US-amerikanischer Schauspieler
- Lenny Welch (1938–2025), US-amerikanischer Sänger und Schauspieler
- Lenny White (* 1949), US-amerikanischer Jazz-Rock-Schlagzeuger
- Lenny Wilkens (* 1937), US-amerikanischer Basketballtrainer und -spieler
- Lenny Zakatek (* 1947), britischer Musiker, Komponist und Promoter

Namensträgerin:
- Lenny Kuhr (* 1950), niederländische Sängerin

### Familienname
- Kai Lenny (* 1992), US-amerikanischer Profisurfer aus Hawaii

### Künstlername
- Lenny ist der Künstlername des Kölner Rappers Lennart Brede.

## Sonstiges
- Lenny ist der Codename der Linux-Distribution Debian in der Version 5.0.